# گلچهره سجادیه
گلچهره سجادیه (زاده ۲۳ مرداد ۱۳۳۳ در اراک) هنرپیشه تئاتر، سینما و تلویزیون اهل ایران است.

## زندگی
گلچهره سجادیه در سال ۱۳۳۳ در اراک به دنیا آمد. وی پس از اتمام تحصیلات متوسطه، در رشته تئاتر ادامه تحصیل داد و در سال ۱۳۵۶ از دانشکده هنرهای زیبای تهران فارغ‌التحصیل شد.

## فعالیت
گلچهره سجادیه فعالیت هنری را از ۲۰ سالگی در عرصه تئاتر آغاز کرد و نخستین بار با نمایش «جعفرخان از فرنگ برگشته» به کارگردانی کامران فاضل روی صحنه رفت. در نمایش‌های «جادوگران شهر سلیم» و «خانه برنارد آلبا» به روی صحنه رفت و نمایش «بازگشتی نیست» را کارگردانی کرده است. در ۲۳ سالگی برای نخستین بار در فیلم «کلاغ» ساخته بهرام بیضایی ایفای نقش نمود.
پس از انقلاب بعد از فیلم‌های «موج طوفان»، منوچهر احمدی، «ایستگاه»، یدالله صمدی و «سفر عشق»، ابوالحسن داودی، وی با فیلم «دندان مار» ساخته مسعود کیمیایی در سال ۱۳۶۸ درحالی‌که پنجمین فیلم سینمایی‌اش را تجربه می‌کرد، تبدیل به یکی از بازیگران مطرح شد که این همکاری در فیلم‌های «گروهبان» و «ردپای گرگ» با کیمیایی ادامه پیدا کرد. وی برای بازی در فیلم «سرزمین خورشید» ساخته احمدرضا درویش، برنده جایزه بهترین بازیگر نقش اول زن از پانزدهمین دوره جشنواره فیلم فجر شد. گلچهره سجادیه پس از مدت‌ها در فیلم «حوالی اتوبان» ساخته سیاوش اسعدی به ایفای نقش پرداخت و مورد توجه قرار گرفت. مجموعه تلویزیونی رعنا ساخته داوود میرباقری که در در دهه ۶۰ خورشیدی از رسانه ملی روی آنتن رفت، از کارهای مطرح و ماندگار او می‌باشد. وی پس از چندین سال دوری از تلویزیون و بازیگری، با مجموعه تلویزیونی آنام به کارگردانی جواد افشار در نقش اصلی حضور یافت.

## آثار

### تئاتر
- سونات پاییزی (۱۳۹۶)
- ارداویراف‌نامه و اتاق خصوصی (۱۳۸۹)
- باغ آلبالو (۱۳۷۱)
- خانه برنارد آلبا (۱۳۵۹)
- در اعماق اجتماع (۱۳۵۸)
- رستم و اسفندیار (۱۳۵۶)
- جادوگران شهر سیلم (۱۳۵۵)
- سودابه و سیاوش (۱۳۵۴)
- جعفرخان از فرنگ برگشته (۱۳۵۴)

### سینمایی
| نام فیلم      | سال  | کارگردان        | توضیحات                                                                                  |
| ------------- | ---- | --------------- | ---------------------------------------------------------------------------------------- |
| کلاغ          | ۱۳۵۶ | بهرام بیضایی    |                                                                                          |
| موج طوفان     | ۱۳۵۹ | منوچهر احمدی    |                                                                                          |
| ایستگاه       | ۱۳۶۶ | یدالله صمدی     |                                                                                          |
| سفر عشق       | ۱۳۶۷ | ابوالحسن داوودی |                                                                                          |
| دندان مار     | ۱۳۶۸ | مسعود کیمیایی   |                                                                                          |
| گروهبان       | ۱۳۶۹ | مسعود کیمیایی   |                                                                                          |
| ردپای گرگ     | ۱۳۷۱ | مسعود کیمیایی   |                                                                                          |
| هبوط          | ۱۳۷۲ | احمدرضا معتمدی  |                                                                                          |
| آرایش مرگ     | ۱۳۷۳ | افشین شرکت      |                                                                                          |
| سرزمین خورشید | ۱۳۷۵ | احمدرضا درویش   | • در نقش هانیه - برنده جایزه بهترین بازیگر نقش اول زن از پانزدهمین دوره جشنواره فیلم فجر |
| زشت و زیبا    | ۱۳۷۷ | احمدرضا معتمدی  |                                                                                          |
| هیوا          | ۱۳۷۷ | رسول ملاقلی‌پور  |                                                                                          |
| نگین          | ۱۳۸۰ | اصغر هاشمی      |                                                                                          |
| حوالی اتوبان  | ۱۳۸۷ | سیاوش اسعدی     |                                                                                          |
| باران می‌بارد  | ۱۳۹۴ | علی صفی‌خانی     |                                                                                          |

### مجموعه تلویزیونی
| نام سریال                                                   | سال       | نقش           | کارگردان                             |
| ----------------------------------------------------------- | --------- | ------------- | ------------------------------------ |
| طنزآوران جهان (تله‌تئاتر، اپیزود «اتاق انتظار»)              | ۱۳۶۴      |               | داریوش مؤدبیان                       |
| این شرح بی‌نهایت (نمایش تلویزیونی، اپیزود «حکایت مرد کارگر») | ۱۳۶۷      |               | اسماعیل خلج، حمید حمزه و حمید لبخنده |
| رعنا                                                        | ۱۳۶۸      | رعنا          | داود میرباقری                        |
| پرده عجایب (تله‌تئاتر، اپیزود «جشن سالگرد»)                  | ۱۳۷۴      |               | داریوش مؤدبیان                       |
| خانه عروسک (تله‌تئاتر)                                       | ۱۳۷۴      | نورا          | منیژه محامدی                         |
| تلخون (تله‌فیلم)                                             | ۱۳۸۶      | منصوره رفعتی  | علیرضا امینی                         |
| سرگشته                                                      | ۱۳۸۹      | راوی          | محمدحسین حقیقی                       |
| آنام                                                        | ۱۳۹۶–۱۳۹۷ | مارال/ماه‌گل   | جواد افشار                           |
| سرزمین مادری (فصل سوم)                                      | ۱۳۸۷–۱۳۹۶ | راضیه اردکانی | کمال تبریزی                          |

## افتخارات
- کاندید تندیس بهترین بازیگر زن درام از بیست و سومین دوره جشن حافظ برای بازی در فیلم سرزمین مادری - ۱۴۰۳
- کاندید سیمرغ بلورین بهترین بازیگر نقش اول زن از بیستمین دوره جشنواره فیلم فجر برای بازی در فیلم «نگین» - ۱۳۸۰
- کاندید سیمرغ بلورین بهترین بازیگر نقش اول زن از هفدهمین دوره جشنواره فیلم فجر برای بازی در فیلم «هیوا» - ۱۳۷۷
- برنده تندیس زرین بهترین بازیگر نقش اول زن از اولین جشن خانه سینما برای بازی در فیلم «سرزمین خورشید» - ۱۳۷۶
- برنده سیمرغ بلورین بهترین بازیگر نقش اول زن از پانزدهمین دوره جشنواره فیلم فجر برای بازی در فیلم «سرزمین خورشید» - ۱۳۷۵
- کاندید سیمرغ بلورین بهترین بازیگر نقش اول زن از دوازدهمین جشنواره فیلم فجر برای بازی در فیلم «هبوط» - ۱۳۷۲[۳]